# Europa Press

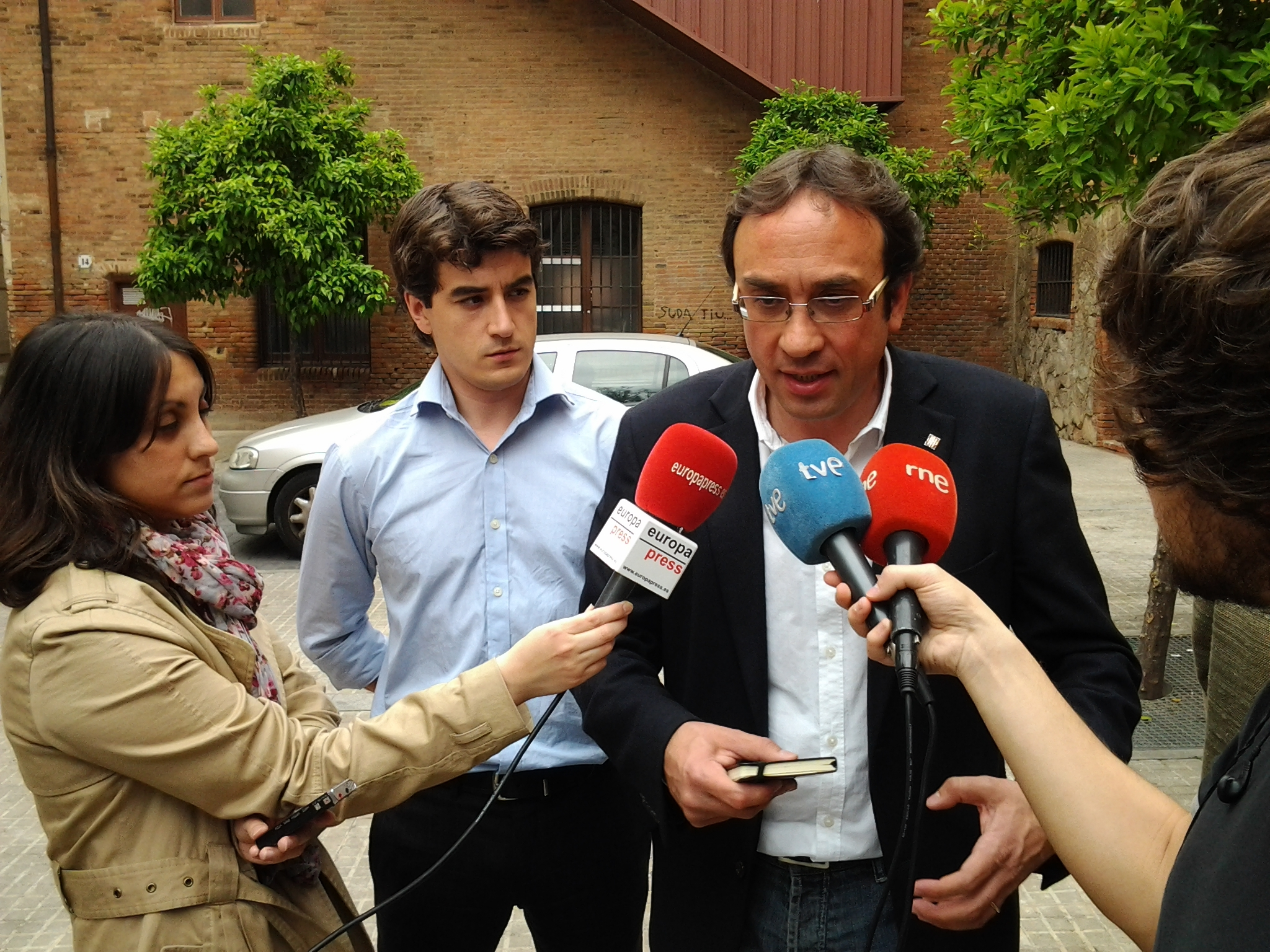
Una reportera d'Europa Press entrevistant l'exconseller Josep Rull

Europa Press és una agència de notícies privada espanyola amb delegacions a Catalunya fundada el 1957. És l'únic mitjà espanyol en català, asturià i aranès i, des del 2009, ofereix als internautes catalans un portal en la llengua pròpia. Els fundadors van ser un grup d'intel·lectuals, alguns vinculats a la institució catòlica conservadora Opus Dei, i la família Luca de Tena, que també és la responsable del naixement del diari ABC. El 2010 aquesta agència de notícies privada generava 3.000 notícies diàries, tenia més de 1.000 clients i més de 400 empleats. Entre el 1977 i el 2007 dirigí l'agència a Catalunya Salvador Aragonés i Vidal, impulsant el primer servei de notícies en català d'una agència de notícies i passant de tenir vuit persones al seu càrrec el 1977, a tenir-ne 51 el 2003. L'any 2018 Europa Press s'incorporà a l'Associació de Mitjans d’Informació.